# 5 Dywizja Pancerna (Bundeswehra)
5 Dywizja Pancerna (niem. 5. Panzerdivision) – rozformowany pancerny związek taktyczny Bundeswehry.
W okresie zimnej wojny dywizja  wchodziła w skład 3 Korpusu Armijnego i przewidziana była do działań w pasie Centralnej Grupy Armii.

## Struktura organizacyjna
Organizacja w 1989:
- dowództwo dywizji – Diez
- 13 Brygada Zmechanizowana – Wetzlar
- 14 Brygada Pancerna – Neustadt (Hessen)
- 15 Brygada Pancerna Westerwald – Koblenz-Niederberg
- 5 pułk artylerii – Idar-Oberstein
- 5 pułk przeciwlotniczy – Lorch (Rheingau)
- 5 batalion łączności – Diez
- 5 batalion saperów – Lahnstein
- 5 rozpoznawczy batalion pancerny – Sontra
- 5 batalion medyczno-sanitarny – Rennerod
- 5 batalion zaopatrzenia – Wetzlar
- 5 batalion remontowy – Gießen
- 5 eskadra śmigłowców – Mendig
- kompania ochrony ABC – Zweibrücken-Niederauerbach
- bataliony piechoty zmotoryzowanej (56 i 57)
- bataliony zapasowe (51–55)
- 58 batalion ochrony